# 두부조림

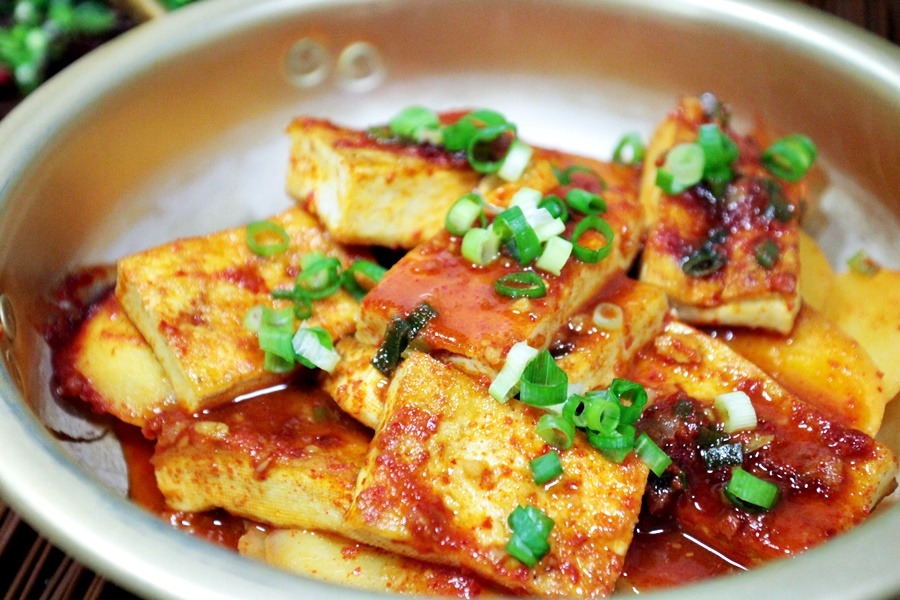
두부조림

두부조림은 두부를 조려서 조리한 요리이다.
간장 두부조림, 소고기 두부조림 등 여러 반찬류로 만들어 먹을 수 있다.

## 조리
두부조림의 재료에는 기본이 되는 두부와 물 한 컵, 그리고 양파와 파, 마늘, 다진마늘(한 큰 술), 간장(세 큰술), 고추가루(한 큰술)이 포함된다. 두부를 먹기 좋은 크기로 자르고 기름을 후라이팬에 두루고 두부를 굽는다. 양념, 그리고 미리 준비해둔 다진 양파와 파, 마늘을 두부에 넣어주고 중불~약불로 조린다. 더욱 깊은 맛을 위해 물 대신 멸치 다시마 육수를 사용할 수 있다.

## 같이 보기
- 조림